# San Carlos de Guaroa
San Carlos de Guaroa là một khu tự quản thuộc tỉnh Meta, Colombia. Thủ phủ của khu tự quản San Carlos de Guaroa đóng tại San Carlos de Guaroa Khu tự quản San Carlos de Guaroa có diện tích 814 ki lô mét vuông. Đến thời điểm ngày 28 tháng 5 năm 2005, khu tự quản San Carlos de Guaroa có dân số 2398 người.